# 塔朗雪
塔朗雪（法語：Talencieux，法語發音：[talɑ̃sjø]）是法国阿尔代什省的一个市镇，属于罗讷河畔图尔农区。

## 地理
塔朗雪（45°13'17"N, 4°46'39"E）面积7.1 平方千米，位于法国奥弗涅-罗讷-阿尔卑斯大区阿尔代什省，该省份为法国东南部内陆省份，北起顺时针与卢瓦尔省、伊泽尔省、德龙省、沃克吕兹省、加尔省、洛泽尔省和上盧瓦爾省接壤。
与塔朗雪接壤的市镇（或旧市镇、城区）包括：昂当斯、阿尔杜瓦、圣艾蒂安德瓦卢、萨拉、托朗克、韦尔诺斯克-莱萨诺奈。

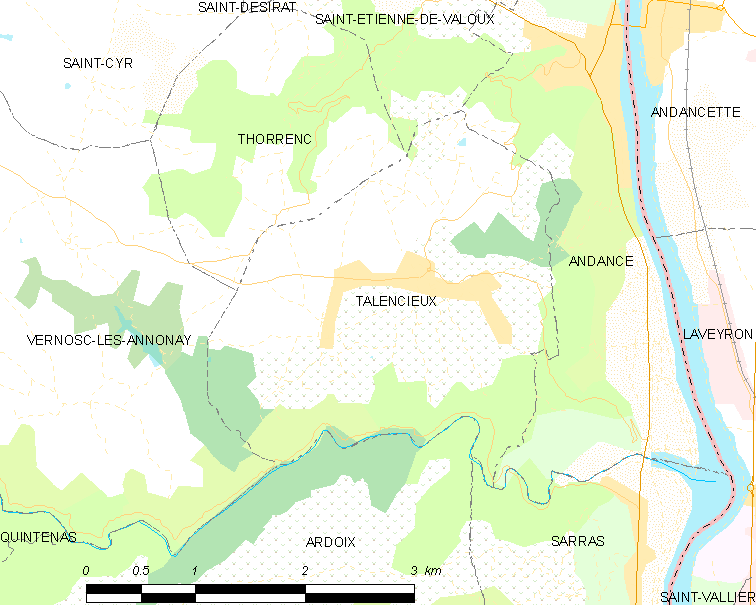
塔朗雪的OSM定位图

塔朗雪的时区为UTC+01:00、UTC+02:00（夏令时）。

## 行政
塔朗雪的邮政编码为07340，INSEE市镇编码为07317。

## 政治
塔朗雪所属的省级选区为阿诺奈第二县。

## 人口

1962-2008年间塔朗雪人口变化图示

塔朗雪于2022年1月1日时的人口数量为1116人。